# Bellota peckhami
Bellota peckhami är en spindelart som beskrevs av Galiano 1978. Bellota peckhami ingår i släktet Bellota och familjen hoppspindlar. Inga underarter finns listade.